# ヴェッツァーノ
ヴェッツァーノ（イタリア語: Vezzano）は、イタリア共和国トレンティーノ＝アルト・アディジェ州トレント自治県ヴァッレラーギにある分離集落（フラツィオーネ）。
かつては独立した自治体（コムーネ）であったが、2016年1月1日、パデルニョーネ、テルラーゴと合併し、新自治体の一部となった。

## 地理

### 位置・広がり

#### 隣接コムーネ
隣接するコムーネは以下の通り。
- モルヴェーノ
- サン・ロレンツォ・イン・バナーレ
- トレント
- テルラーゴ
- パデルニョーネ
- カラヴィーノ

## 行政

### Comunità di valle
トレント自治県が設置した広域行政組織 Comunità di valle 「ヴァッレ・デイ・ラーギ」 (it:Comunità della Valle dei Laghi)  の事務所所在地（Capoluogo）である。この地区には以下のコムーネが含まれる。
- カラヴィーノ、カヴェーディネ、ラジーノ、ヴァッレラーギ[4]

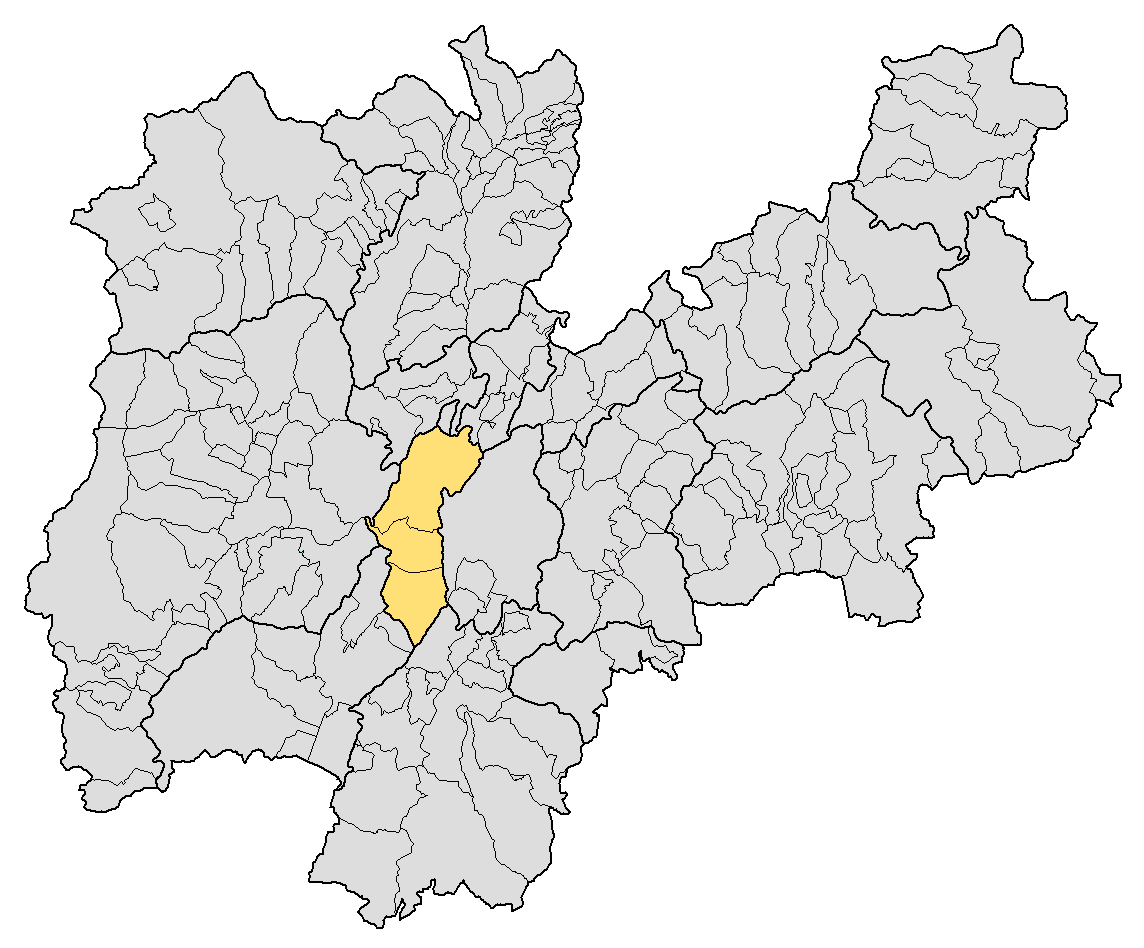
Comunità della Valle dei Laghi